# Desa Tanjungrasa (administrativ by i Indonesien, lat -6,38, long 107,56)
Desa Tanjungrasa är en administrativ by i Indonesien.   Den ligger i provinsen Jawa Barat, i den västra delen av landet, 80 km öster om huvudstaden Jakarta.